# Un amore di Swann (film)
Un amore di Swann (Un amour de Swann) è un film del 1984 diretto da Volker Schlöndorff.
La pellicola è la trasposizione cinematografica dell'opera omonima di Marcel Proust, primo volume di Alla ricerca del tempo perduto.

## Trama
Charles Swann è un uomo in vista nella buona società parigina dell'inizio XX secolo e si innamora perdutamente di Odette de Crécy, non altrettanto apprezzata e considerata quasi una mondana. I suoi sentimenti però si trasformano presto in gelosia.

## Distribuzione
Il film fu presentato al Toronto International Film Festival il 14 settembre 1984.

## Accoglienza
Tullio Kezich nella sua recensione all'uscita del film ricorda che questo, «dopo tanto cinema di ispirazione proustiana è il primo film tratto da Proust (...) che si concentra sull'episodio retrospettivo dell'amore di Charles Swann per la "démi-mondaine" Odette de Clercy». Lo stesso critico ricorda i tentativi mai andati in porto di un adattamento tratto da Alla ricerca del tempo perduto progettati da René Clément, Luchino Visconti e Joseph Losey. Kezich stigmatizza poi le interpretazioni dei protagonisti usando termini quali dandy baccalà, bambolona e "gesticolante", per quanto riguarda Alain Delon. In un articolo su Cahiers du cinéma dedicato all'arte di Alain Delon, il cui personaggio è creato all'inizio degli anni Sessanta proprio da René Clement e Luchino Visconti, nonché adattato all'evoluzione dell'industria del cinema da Joseph Losey, viene data un'interpretazione del percorso artistico di Delon in riferimento al periodo che riguarda il film stesso, un periodo di crisi che viene contestualizzato e analizzato.

## Riconoscimenti
- 1985 - BAFTA
  - Candidatura per Miglior film straniero
  - Candidatura per Migliori costumi
- 1985 - Premio César
  - Miglior produzione
  - Migliori costumi